# كأس فرنسا 1993–94
كأس فرنسا 1993–94 (بالفرنسية: Coupe de France de football 1993-1994)‏ هو الموسم 77 من كأس فرنسا. أشرف على تنظيمه اتحاد فرنسا لكرة القدم، وفاز فيه نادي أوكسير.